# Futbol Club Can Buxeres
El Futbol Club Can Buxeres és un club de futbol de l'Hospitalet fundat l'any 2006 de la fusió d'altres dos clubs, el CD Sector Sanfeliu i la UD Can Serra. Antonio Rubio va ser el president fundador fins a l'any 2007. Des del 2007 el president és en Ricardo Reche. L'entitat va tenir com a soci d'honor Juan Antonio Samaranch.
És una entitat que promociona el futbol base. La temporada 2020/21 comptava amb 20 equips. Té el seu primer equip a la Segona Catalana des del 2019. Juga els seus partits al Camp Municipal de Futbol de Can Buxeres.
Del CD Sector Sanfeliu van sortir dos jugadors que han militat al futbol professional; Dani Borreguero a l'Elx i Jacinto Ela amb una llarga trajectòria.
A les instalacións de futbol del Can Buxeres es va gravar la sèrie de televisió "Pelotas" dirigida per l'actor, director i guionista de l'Hospitalet, José Corbacho.